# Antonio Francesco Gaetano Saverio Pacini
Antonio Francesco Gaetano Saverio Pacini (Nàpols (Campània), 7 de juliol de 1778 - París (França) 10 de març de 1866) fou un compositor i publicista italià.
Havent-se traslladat a França, fou director d'orquestra a Nimes. Posteriorment establí la seva residència a París, on feu representar algunes obres de la seva composició, però posteriorment es dedicà exclusivament a editar música, i mercès als seus esforços es popularitzaren a França les obres dels cèlebres compositors italians Rossini, Bellini, Mercadante, Donizetti, etc.
Entre les obres que va fer representar hi figuren:
- Point d'adversaire (1805)
- Isabelle et Gertrude (1806)
- Le voyage impromtus (1806)
- La reputation (1808)